# شاتو-تیری
شاتو-تیِری (به فرانسوی: Château-Thierry) یک کمون در فرانسه است که در پیکاردی واقع شده‌است.

## خصوصیات
شاتو-تیری ۱۶٫۴۹ کیلومترمربع مساحت و 15,117 (2017) نفر جمعیت دارد و ۶۳ متر بالاتر از سطح دریا واقع شده‌است.